# Пам'ятник вчительці (Ростов-на-Дону)
Пам'ятник вчительці (рос. Памятник учительнице; «Учительница первая моя») — бронзовий монумент, який був встановлений 1 вересня 2012 року по вулиці Червоноармійській в Ростові-на Дону поблизу школи № 78. Один зі скульпторів, який брав участь у роботі над проектом — Сергій Олешня.

## Історія
У День знань — 1 вересня 2012 року — в безпосередній близькості від школи № 78 по вулиці Червоноармійській в Ростові-на-Дону була встановлена бронзова скульптура першій вчительці. Вчителька за задумом скульпторів була зображена не сама, а разом з першокласниками — хлопчиком і дівчинкою — які поспішають на свій перший урок.
Над їх головами розташовується арка, яка символізує важливу роль в житті педагогів — вони першими зустрічають дітей у школі, а потім на їх плечах лежить відповідальна місія — підготувати їх до дорослого самостійного життя поза стінами школи. Робота тривала півроку, одним з авторів скульптури став дійсний член Російської академії мистецтв Сергій Олешня. На його рахунку створення багатьох сучасних скульптур, які встановлені в Ростові-на-Дону — він створив пам'ятник імператриці Єлизаветі Петрівні та пам'ятник водопроводу.
Висота скульптури — 3,5 метри. На урочистому відкритті пам'ятника були присутні віце-губернатор Ростовської області Сергій Горбань і мер міста Михайло Чернишов.